# アレシフェ
アレシフェ（スペイン語: Arrecife）は、スペイン・カナリア諸島州ラス・パルマス県のムニシピオ（基礎自治体）。ランサローテ島にある。熱帯性気候で降雨はまれである。

## 歴史

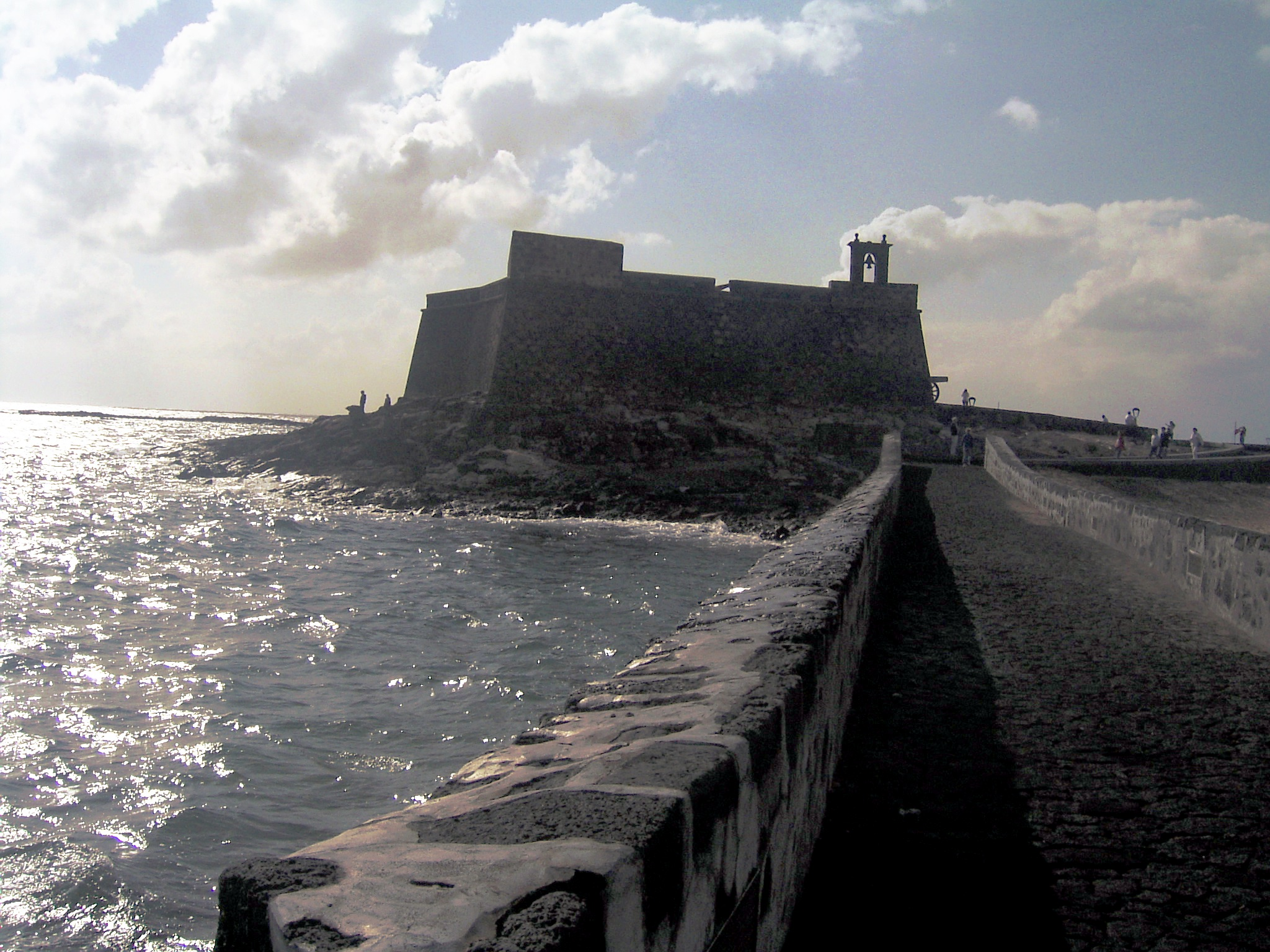
サン・ハブリエル城

現在のアレシフェにはグアンチェ族の定住地があったが、カナリア海賊の攻撃や降雨の少なさから定住者はまばらであった。現在も、市内にはグアンチェ族が暮らす小さな集落が三箇所ある。先住民たちはかつてアレシフェをElguinaguayraと呼んでいた。
近現代、潮の流れから岩礁や岩だらけの小島で守られているアレシフェは、その地理的位置のため島の主要港となった。アレシフェ港は島内で飛びぬけて優れているとされている。加えて、1730年から6年続いたティマンファヤ山噴火のために島でワインの生産が始まり、商業的観点および都市計画の上で18世紀終わりから19世紀初頭の数十年間でアレシフェは重要港に成長した。ラス・トゥナスの害虫からとれるコチニール色素、オプンティア、サボテンの輸出が突出するようになった。抽出される赤い染料が、生まれたばかりのイギリスの繊維業で広く用いられたからである。コチニール輸出と重なり、アレシフェは1847年にテギセから島の首都の地位を奪い取った。この後、アレシフェは島の政治的・経済的中心地へ成長していった。ほぼ同時に、1852年のカナリア諸島自由港法の恩恵を受けて、カナリア諸島における国際貿易港となり、取引に対する税務当局の税徴収が行われるようになった。
商業取引の分野から離れると、アレシフェ経済の大部分を占めていたのは漁業であった。アレシフェは、カナリア諸島＝西サハラ沿岸で漁業を行う船団の寄港地であった。1975年にモロッコが西サハラへ侵攻すると漁業は衰退し始め、缶詰や塩漬けの製造業が主となった。1970年代以降、ランサローテ島の観光地に成長してから、島の行政・商業中心地として、第三次産業を基盤とする都市へ変貌した。過去10年間、アレシフェは島外からの移民流入による人口増加を経験している。移民は主にイベリア半島やコロンビアの出身者である。